# Rob Howley

a Compétitions nationales et continentales officielles uniquement.

b Matchs officiels uniquement.
Robert Howley, connu sous le nom de Rob Howley, né le 13 octobre 1970 à Bridgend, est un joueur de rugby à XV, qui a joué avec l'équipe du pays de Galles de 1996 à 2002, évoluant au poste de demi de mêlée. Il a joué aussi avec les Lions britanniques. En 2010, il figure sur l'équipe type européenne de l'European Rugby Cup (ERC), regroupant les meilleurs joueurs à chaque poste au cours des quinze premières éditions des compétitions des clubs européens.

## Carrière
Après une sélection avec l'équipe B du pays de Galles en 1993, Rob Howley dispute son premier test match le 3 février 1996 contre l'Angleterre. Son dernier match international a lieu dans le cadre du Tournoi des Cinq Nations le 6 avril 2002 contre l'Écosse. Il est 22 fois capitaine de l'équipe du pays de Galles. Howley a participe à la coupe du monde 1999 (4 matchs). Il dispute également deux test matchs avec les Lions britanniques en 2001 (Australie).
Il joue en club avec le Bridgend RFC avant de rejoindre le Cardiff RFC en 1993. Il y reste une saison puis revient à Bridgend pour deux saisons. Il retourne alors à Cardiff et y reste six saisons avant de rejoindre les London Wasps en 2002. Il connaît également neuf sélections avec les Barbarians de 1993 à 2003.
De 2008 à 2019, il est l'assistant du sélectionneur gallois Warren Gatland. Ils mènent l'équipe du pays de Galles au Grand Chelem du Tournoi des six nations en 2008 et 2012.
En 2013, il prend la charge de sélectionneur de l'équipe galloise car Warren Gatland prépare la tournée des Lions, il mène alors l'équipe à la victoire dans le Tournoi des Six Nations. Il reprend ce rôle d'octobre 2016 à juillet 2017 car Warren Gatland est choisi une nouvelle fois pour diriger les Lions pour la tournée 2017,.
Quelques jours avant le début de la Coupe du monde 2019, il est écarté de l'encadrement gallois. Il est soupçonné d'avoir parié sur des matches de rugby, chose interdite aux joueurs, entraîneurs et officiels.

## Statistiques en équipe nationale
- 59 sélections
- 50 points (10 essais)
- Sélections par année : 11 en 1996, 7 en 1997, 8 en 1998, 14 en 1999, 6 en 2000, 10 en 2001, 5 en 2002
- Tournois des cinq/six nations disputés : 1996, 1997, 1998, 1999, 2000, 2001 et 2002

## Palmarès

### Entraîneur
- Tournoi des Six Nations au poste d'assistant : 2008 (Grand Chelem), 2012 (Grand Chelem) et 2019 (Grand Chelem)
- Tournoi des Six Nations au poste de sélectionneur : 2013

## Bilan en tant qu'entraîneur
| Année | Sélection      | Tournoi     | Poste                     | Classement IRB à la fin de l'année | Tournoi                  | Coupe du monde             |
| ----- | -------------- | ----------- | ------------------------- | ---------------------------------- | ------------------------ | -------------------------- |
| 2008  | Pays de Galles | Six Nations | Arrières                  | 5e                                 | Vainqueur (Grand Chelem) | -                          |
| 2009  | Pays de Galles | Six Nations | Arrières                  | 8e                                 | 4e                       | -                          |
| 2010  | Pays de Galles | Six Nations | Arrières                  | 9e                                 | 4e                       | -                          |
| 2011  | Pays de Galles | Six Nations | Arrières                  | 8e                                 | 4e                       | Éliminé en demi-finale     |
| 2012  | Pays de Galles | Six Nations | Arrières                  | 9e                                 | Vainqueur (Grand Chelem) | -                          |
| 2013  | Pays de Galles | Six Nations | Sélectionneur par intérim | 6e                                 | Vainqueur                | -                          |
| 2014  | Pays de Galles | Six Nations | Arrières                  | 6e                                 | 3e                       | -                          |
| 2015  | Pays de Galles | Six Nations | Arrières                  | 4e                                 | 3e                       | Éliminé en quart-de-finale |
| 2016  | Pays de Galles | Six Nations | Arrières                  | 5e                                 | 2e                       | -                          |
| 2017  | Pays de Galles | Six Nations | Sélectionneur par intérim | 7e                                 | 5e                       | -                          |
| 2018  | Pays de Galles | Six Nations | Arrières                  | 3e                                 | 2e                       | -                          |
| 2019  | Pays de Galles | Six Nations | Arrières                  | 5e (à son départ)                  | Vainqueur (Grand Chelem) | -                          |

## Distinctions personnelles
- Élu meilleur joueur gallois en 1996 et 1997.